# X-02
X-02は、ナムコ（後のバンダイナムコゲームス→バンダイナムコエンターテインメント）のPlayStation 2フライトシューティングゲーム、『エースコンバット04』『エースコンバット5』『エースコンバットZERO』、同PlayStation Portable用『エースコンバットX』『エースコンバットX2』、同iOS用『エースコンバットXi』、同PlayStation 3用『エースコンバット インフィニティ』、同PlayStation 4/Xbox One/Steam用『エースコンバット7』に登場する架空の軍用機。愛称はワイバーン (Wyvern) 。資料によってX-02・X-02A・X02A等の記述の違いが見られるが、基本的に初期型であるX-02Aを指す。また、本項では派生機であるX-02S ストライク・ワイバーン (Strike Wyvern) についても扱う。

## 概要
エルジア共和国が自国の航空技術や軍事技術を集めて開発したステルス戦闘機。
機体形状はステルス性を意識したもので、全体的に直線、平行面で構成されており、兵装は機体内部に収容されるほか、機首はチャインと呼ばれるエッジによって上下が明確に分けられている。機体構造は大型カナード、前進翼形態と後退翼形態をとる特殊な可変翼、水平尾翼形態と外半角のついた垂直尾翼となる形態をとる全遊動式尾翼によって構成される三面翼（スリーサーフェイス）構造で、後退翼と水平尾翼で構成され高いステルス性とスーパークルーズ能力を発揮する高速飛行形態と、前進翼と外半角のついた垂直尾翼で構成され高い格闘戦能力を得ることができる高機動形態の2種類が速度に応じて選択される。主翼は後退角を持つ内翼と、前進角を持つ外翼で構成されており、内翼の先端部にピボットが設けられている。内翼前縁は上下に分割される構造となっており、外翼を収納する際に開閉する。
ウェポンベイは、大型兵装の複数搭載も可能な大型兵装庫を機体中央部の左右エンジン間に1庫、短距離AAM用の小型兵装庫をエンジンナセルの中間下部に左右それぞれ1庫ずつ備える。
対空兵装はAIM-9X、R-73の他、X-02専用に開発された射程200km級の長距離AAM「ダークファイア」を装備可能。一方で対地兵装については手が回らず、通常爆弾の他には地上攻撃用として暫定的にディスペンサーの搭載が可能になっている程度である。このディスペンサーは誘導弾頭の開発が遅れたため通常の散布爆弾のみに対応しているが、その為使い勝手が悪くテストパイロットからの評判も悪かった。
2機のエンジンには推力偏向ノズルが装備されているが、試験的なものであり本格的にシステムには組み込まれていない。またエンジン周辺に取り付けられたベントラルフィンからもわかるようにフライトシステムには改良の余地が残されている。
機首に従来のAESAレーダーより強力なレーダー波を発信可能なガリウムナイトライドAESAレーダーを搭載しており、そのパワーで強引に敵ステルス機を探知する傍ら、機体各部に装備されたコンフォーマル・アレイ・レーダーを駆使し、友軍が発信したレーダー波が敵ステルス機によって別方向へ跳ね返された場合でも、他のX-02がその電波を拾うことが出来れば敵ステルス機の位置を三角測量で割り出すマルチスタティック・レーダーとしても機能することが出来る。
高速飛行形態時には主翼外半を主翼内半に折りたたむという構造のため、可動部以遠を燃料タンクとして使用できず、従来機に比べ航続距離が短い。そのため開発中には可変翼機構を廃した空軍型も検討された。実際に後年、可変翼機構は残しているが、燃費向上と燃料積載量の増加を果たした空軍型としてX-02Sが開発されている。

## 開発・運用
開発
当初はエルジア海軍が保有する艦上戦闘機の更新用の機体として開発が開始されたが、空軍の更新要請と同時期であったため両軍事組織と軍需メーカーの協力で開発が進められた。 1987年1月22日にエルジア航空宇宙局（EASA）が基本設計図を完成させている が、実機の開発には遅延が生じていた模様である。開発開始の時期については諸説あるが、遅くとも1998年には開発が始められていたと見られている。
飛行中に取られる二種類の機体シルエットは大きく異なるため、開発当初からX-02の存在を把握していたユージア大陸諸国に複数の戦闘機を平行開発していると誤認させた。また、上述の通り航続距離の短さから可変翼を廃した空軍型が提案された。
第一次大陸戦争
※ 文中に登場する固有名詞については『ACE COMBAT 04』の用語集を参照。
2003年夏のサンサルバシオン侵攻で、隕石迎撃用の長距離対空砲ストーンヘンジを接収したエルジア軍は、これを軍事利用することでISAFをユージア大陸から駆逐した。これを受けエルジア政府は、コストのかかる新機種開発ではなくストーンヘンジと在来型の軍用機による防空体制の構築を選択するが、エルジア空海軍と開発に関わったメーカーなどの開発推進派はストーンヘンジへの防空体制の依存を危惧していた。政府と推進派との対立が議会を巻き込むレベルにまで激化したことで、この機体の開発は事実上停止する。しかし、ISAF最後の拠点とも言えるノースポイントへの上陸作戦のために集結していたエイギル艦隊がコンベース港で壊滅したほか、大陸の南東に位置するコモナのロケット打上げ施設を巡る戦い、ISAFの大陸反攻、そしてストーンヘンジの撃破によって戦況が不利となったことを受けて開発が再開された。終戦には間に合わなかったものの、ISAFによる開発施設の接収により、この機体が注目される。その後、ISAFはX-02を完成させ試験飛行を行い、潜在的な能力においてF-22Aをも凌駕する事が明らかとなった。
カティーナ作戦
戦争終結後の武装解除を拒否し、地下に潜伏していたエルジア軍の残存勢力が自由エルジア軍を名乗り武装蜂起。この際兵器の奪取目的で、かつてエルジアのものであった軍需工場の襲撃が行われ、完成していたX-02Aが接収された。ISAFの残存勢力討伐作戦カティーナ (KATINA) で、ISAF側の航空部隊の迎撃に出撃した全ての機体がたった一機のF-22Aとの交戦で失われた。
改修型の国際共同開発
かねてよりX-02Aが抱えていた下記の問題点を解決するため、2010年4月19日にオーシア連邦のノースオーシア・グランダーI.G社が改修を担当し、エルジア王国のEASAと共同で開発を開始。
環太平洋戦争
エルジア王国の友好国であるユークトバニア連邦共和国にX-02Aの図面や生産用の機材が渡っており、グランダー社からは敵国ユークトバニアへ機体が密輸されていた。
2010年12月6日、何らかの理由でオーシア側に撃墜されたユークトバニア軍所属のX-02Aが、サンド島の航空機基地に運び込まれ人目を避けるようにシートで覆われ、格納庫の天井から吊り下げられて保管されていた。これは、一部部品にノースオーシア・グランダーI.G.社のロゴが入っており、「ノースオーシア・グランダーI.G.社が敵国ユークトバニアに兵器を密輸している」という事実が告発報道される可能性をベルカによる戦争推進扇動工作の影響を受けていたオーシア政府関係者や軍高官が恐れたほか、事が露見した際に発生する恐れのあるこの事件とは無関係のノースオーシア州出身者への偏見と弾圧による国内情勢の悪化を考慮したためと思われる。
オーシア国防海軍第3艦隊が独自に拿捕した南ベルカのユーク向け密輸船に同機も積載されていた可能性があり、非公式の作戦に使用されたとする説もある。
第二次大陸戦争（灯台戦争）
灯台戦争の混乱に乗じる形で、シラージ自治州など複数の被合併国がエルジア王国に対し2019年10月1日に独立を宣言。EASA実験基地に所属していた第68実験飛行隊「ソル」も「ボスルージ空軍」と名乗り、シラージ側で参戦する。ボスルージ空軍はEASAからX-02Sを含む航空機を接収。10月24日にオーシア空軍長距離戦略打撃群との戦闘に実戦投入するが、オーシア軍機によって撃墜された。

## 派生型

### X-02S ストライク・ワイバーン
X-02Aをベースに、空軍単独採用モデルとして大幅な改修を行った戦闘攻撃機型。
実戦投入されたX-02Aは高いステルス性を持つ高速飛行形態と「ダークファイア」を組み合わせたアウトレンジ攻撃で一方的な制空戦闘を展開できたが、間もなく他国もステルス戦闘機主体の編成や濃密なジャミング環境でこれに対抗し始め、初弾をすり抜けた敵機とドッグファイトに及ぶことが頻発するようになった。ドッグファイト時にはX-02Aの可変前進翼は有効に機能したが、構造疲労によりクラックや折り畳み機構の故障が多発することとなった。また、対地攻撃時には使用できる兵装が少ないため使い勝手が悪く、航続距離が短いために運用上の柔軟性にも欠けていた。しかし大陸戦争の敗戦によりエルジアの軍事産業が縮小された結果、EASAは単独でこれらの問題を解決することができなかったため、ノースオーシア・グランダーI.Gと共同で機体改修を実施することとした。それにより開発されたのが当機である。
機体構造は原型機から大幅に見直され、部品製造に金属3Dプリンタを用いる事で機体を軽量化し、エンジンは耐熱マグネシウム合金を多用する事で推力と燃費を向上させている。また、エンジンの推力向上に伴いエアインテークは大型化し新規の形状に変更された他、推力偏向ノズルは騒音や赤外線をより抑制するのこぎり状のものとなった。他には各種ウェポンベイの形状を見直し、機体背面にコンフォーマルタンクを設けている。機体各所には最新の電子装備がなされ、操縦システムはフライ・バイ・ワイヤとパワー・バイ・ワイヤを併用し冗長性を確保し、原型機では本格的にシステムに取り込まれていなかった推力偏向を操縦システムを更新することで対応している。X-02Aにあったベントラルフィンも不要となり除去された。
また、カナードの設計が更新され、高機動形態時に尾翼と同程度の上反角を持つようになっている。本機機首底部にはF-35に搭載されているAN/AAQ-40と類似したEOTSらしき装置の追加が確認できる。コックピット部分ではA型で見られたヘッドアップディスプレイは廃止され、F-35同様のHMDシステムが採用されたほか、1枚でほとんどの計器をまとめて表示できる先進的な大型液晶ディスプレイが採用されている。7では、ピッチ角を表す背景がバンクせず、代わりに中央の自機シンボルがバンクする所謂ロシア式の姿勢指示器が採用されていることが確認できる。
固定武装は原型機と同じく航空機関砲1門を装備する。専用兵装としては原型機から引き続き装備する長距離空対空ミサイル「ダークファイア」の改良型に加えて、新たに空対艦ミサイル「スターファイア」と展開式大型電磁投射砲「アークライト」が開発された。スターファイアはその見た目によりパイロットから「フリッパー」と呼ばれる超音速空対艦ミサイルで、固体ロケット・ラムジェット統合推進によりマッハ3で飛行する。アークライトを装備できる事が本機最大の特徴であり、これらのシステムを操作するため、X-02Aが単座であるのに対し、本機は後席に兵装システム士官席が追加され複座となった。左右エンジン間のウェポンベイに格納されたアークライトは、下方へ展開され吊り下げられた状態となることで前下方へと長く伸びた機首を避け射線を確保している。
なお、航空機によるレールガン運用の前例としてはエストバキア連邦が開発したCFA-44があるが、CFA-44の航空機搭載型レールガンが機体上部左右のウェポンベイに1基ずつ搭載する比較的小型のものだったのに対し、本機のアークライトは機体下部のウェポンベイに1基のみ搭載する大型のものであるという点で異なっている。
これらの改良により、原型機の外見上の特徴である可変翼機構や、それが両立する高速飛行性能・格闘戦性能をそのままに更なる高性能化が行われ、外見こそ原型機とさほど変わらないものの極めて高い機体性能を秘めることとなり、最早別物の機体に仕上がっている。その一方で操縦性が先鋭化したことから、最大性能を発揮するためにはパイロットを選ぶ機体になっている。

## 登場作品

### ACE COMBAT 04
- プレイヤー機としてX-02Aが初登場。
- 特殊武装は小弾頭ディスペンサー (BDSP) 、マルチロック可能な長距離空対空ミサイル (XLAA) 、高機動空対空ミサイル (QAAM) のいずれか一つを搭載できる。
- ISAF（デジタル迷彩）、エルジア（濃淡の黒2色の塗装）、SP（白地にオレンジ色でEASAのロゴが描かれた塗装）の3種類の機体塗装が登場する。
- 作中では艦載機として登場する。

### ACE COMBAT 5
- プレイヤー機としてX-02Aが登場。また、キャンペーンモードではムービーシーンの一部として、アーケードモードでは敵機として登場する。
- 本作より「ワイバーン」の愛称が付けられた。
- 特殊兵装はマルチロック長射程空対空ミサイル (XLAA) 一種のみ。
- 今作では、その機体での敵破壊数（キルレート）が一定以上になると、一部の機体に派生型の機体が出現するが、本機には派生型は存在しない。
- オーシア、ラーズグリーズ（『04』のエルジアカラーの濃淡を入れ替えた物）、SP（虎柄に塗られた機体塗装）[9] の3種類の機体塗装が登場する。
- 『04』とは異なり、艦載機ではなく陸上運用機として登場する。
- 『04』ではエアブレーキ時にカナードも使用しているが、『5』以降では使用していない。

### ACE COMBAT ZERO
- プレイヤー機としてX-02Aが登場。
- 特殊兵装は複数目標誘導対地ミサイル (XAGM) 、マルチロック可能な長距離空対空ミサイル (XLAA) 、高機動空対空ミサイル (QAAM) のいずれか一つを搭載できる。
- スタンダード、マーセナリー（『04』エルジア）、ソルジャー（『5』オーシア）、ナイト（ライトグレーに各翼縁のみツートンのブルー）、SP (『04』ISAF) の4種類の機体塗装が登場する。
- ストーリー上、時系列的には存在していない機体である。

### ACE COMBAT X
- プレイヤー機としてX-02Aが登場。フリーミッションモードのSPミッションでは敵機として登場する。
- 兵装は通常のミサイルと機銃、選択式で特殊兵装のマルチロック可能な長距離空対空ミサイル (XLAA) 、複数目標誘導対地ミサイル (XAGM) 、小弾頭ディスペンサー (BDSP) のうちいずれかを搭載できる。
- 作中では『04』以来の艦載機として登場する。
- 今作では機体のチューニングによる性能強化が可能。本機独自のチューニングパーツとして、通常ミサイルにブースターを取り付ける事で射程を伸ばした「長距離ミサイル (Long Range MSSL) 」が用意されている。

### ACE COMBAT X2
- プレイヤー機としてX-02Aが登場。フリーミッションモードのSPミッションでは敵機として登場する。
- 本作では他作品と異なる世界観のため、ファンサービスとしての登場。
- 『X』同様チューニングもできるが専用パーツはなくなった。
- 特殊兵装は高機能長距離空対空ミサイル (XLAA) 、高機動ミサイル (QAAM)、 小弾頭ディスペンサー (BDSP)、 高機能空対地ミサイル (XAGM) の内から0～2つを選択（今作は通常ミサイルのみ、特殊兵装のみの出撃が可能）。

### ACE COMBAT INFINITY
- プレイヤー機としてX-02Aが登場。
- 本作では他作品と異なる世界観のため、ファンサービスとしての登場。作中では「某国によって開発された」とされている。
- 『X』同様チューニングもできるが専用パーツはない。
- 他作品でのXLAAに相当するダークファイア空対空ミサイルも搭載可能であるが、ゲーム中の性能変化に伴い、ウェポンベイ内に6発を搭載（他作品では4発）可能な仕様となっている。
- 特殊兵装は6目標マルチロックオン 空対空ミサイル (6AAM) 、スタンドオフディスペンサー (SOD) 、高機動空対空ミサイル (QAAM) の内から一つを装備可。
- 『ZERO』に登場したナイトエースカラーの機体が、通常機より性能向上が図られた特別機体「X-02 "Knight"」として登場、ランキングイベントの上位入賞報酬として配布された。兵装はSODに替えて高機能空対地ミサイル(4AGM)が選択可能。

### ACE COMBAT 7
- キャンペーンモード、マルチプレイヤーモード、フリーミッションモードでのプレイヤー機としてX-02Sが初登場。キャンペーンモードでは敵エースの機体として登場する（VRモードでは使用不可）。
- 特殊兵装は4目標マルチロックオン空対空ミサイル (4AAM) 、対艦ミサイル (LASM) 、レールガン (EML) が選択可能。

## その他の登場作品
『アストロボット』にてスカーフェイス隊1番機のフェニックスが、初代エースコンバット風のカラーリングが施された小型のX-02Sをラジコンで操作している。

## その他
『ACE COMBAT 04』の発売後、2ちゃんねる等の一部のインターネット掲示板を中心に、「X-02」が小説『グッドラック - 戦闘妖精・雪風』の表紙イラストに描かれた戦闘機「FFR-41 メイヴ」に似ているといった説が流布し、一説には『ACE COMBAT 04』発売直前のZero-CONで先行公開された、OVA版『戦闘妖精雪風』のトレーラーに登場した兵器のデザインが衝撃的なものであったことを受けて、最終的なデザインにOKを出した監督に対する、ゲーム開発チームによる嫌みではないかという憶測等も流布されていたが、小学館及びソフトバンクパブリッシングから発行された『ACE COMBAT 5』の攻略本で、Su-47、YF-23等を参考に考案された機体であり、小説とは全く関係ないと開発スタッフにより否定されている。

## 立体化
コトブキヤから、X-02S（塗装済みおよび未塗装の「For Modelers Edition」の2タイプ）が2019年11月に発売された。